# 광저우 동역
광저우 동역(广州東站, Guangzhou East Railway Station)은 중화인민공화국 광저우시 티앤허 구(天河區) 동역로 1번지와 린화중로(路)에 사이에 위치한 중국 국철, 광선 철로(广深鐵路), 광저우 지하철의 역이자, 광저우에서 가장 큰 역 중의 하나이다.

## 노선
중국 국철
- 광선 철로
- 광마이선 선

광저우 지하철
- 광저우 지하철 1호선
- 광저우 지하철 3호선

## 역사
- 1996년 - 티앤허 역(天河)으로 영업을 시작
- 1999년 6월 - 광저우 지하철 1호선 황샤오 역(黄沙站) - 광저우 동역 사이가 개통
- 2005년 12월 - 광저우 지하철 3호선 커춘 역(客村站)- 광저우 동역 사이가 개통

## 차량
광선 철로
- 신형고속열차 (CRH1) - 선쩐 역~ 광저우 동역 사이 (일부는 광저우 역까지). 캐나다의 봄바디어사의 레지나를 스웨덴에 제공한 차량을 기반으로 기술 제공을 받고, 칭다오의 사방기차차량과 봄바디어의 합작사인 BSP(전복 노르 철 도로 교통 설비 유한 공사)라는 회사가 제조하고 있다.
- K191 - 청두에서 광저우로 가는 고속 열차.

광저우 ~ 홍콩 간 고속철도 열차는 모두 광저우 동역이 종착역이다.

## 역세권
- CITIC 플라자 - 도보 10분
- 광저우 동 터미널 - 도보 3분

## 연계

### 중국 국철
- 광선 철로(广深铁路)
  - 윈루 역(雲麓站) - 광저우 동역 - 지샨 역(吉山站)
- 광메이샨 철로(梅汕線铁路)
  - 광저우 동역 - 둥완 역(東莞站)

### 광저우 지하철
- 광저우 지하철 1호선
  - 광저우 동역 - 체육센터 역(体育中心站)
- 광저우 지하철 3호선
  - 광저우 동역 - 린화시 역(林和西站)

## 같이 보기
- 중화인민공화국의 철도